# Niniongo (Pibaoré)
Pour les articles homonymes, voir Niniongo.
Niniongo, également orthographié Nioniongo, est une localité située dans le département de Pibaoré de la province du Sanmatenga dans la région Centre-Nord au Burkina Faso.

## Éducation et santé
Le centre de soins le plus proche de Niniongo est le centre de santé et de promotion sociale (CSPS) de Pibaoré tandis que le centre hospitalier régional (CHR) se trouve à Kaya.
Le village possède un centre permanent d'alphabétisation et de formation (CPAF) et, depuis mars 2021, une école primaire publique.